# 山中幸高
山中 幸高（やまなか ゆきたか、生没年不詳）は、戦国時代の武将。尼子氏の家臣。

## 生涯
出雲国の戦国大名・尼子氏の家臣である山中満幸の長男として誕生。
病弱なうえ武将に向いていない人物であったため、永禄3年（1560年）に弟・幸盛に家督を譲った。山中家に代々伝わる三日月の前立と鹿の角の脇立のある冑を譲り渡して出家し、月山富田城下の万松寺で円念と称したとも、病死したとも、弟の幸盛と共に尼子家再興戦に参加して討死したなど諸説あるが、詳細不明である。
1974年（昭和49年）7月17日に兵庫県伊丹市在住の山中武雄によって建立された五輪塔の供養墓が境内墓地に残されている。